# Jan de Hartog
Jan de Hartog (Haarlem, 22 aprile 1914 – Houston, 22 settembre 2002) è stato un drammaturgo olandese.

## Biografia
Figlio di un pastore protestante, lavorò per molto tempo come mozzo (prevalente infatti il soggetto marinaro dei suoi romanzi) e negli anni sessanta si trasferì negli USA e divenne quacchero. Le sue opere più importanti, fino agli anni Cinquanta, sono Ave Caesar (1934), Il naufragio della "Libertà"  (1939), Gloria d'Olanda (1940), Capitano dopo Dio (1947) e Letto matrimoniale (1950).
Nel 1963 lo scrittore dall'Olanda si trasferì negli Stati Uniti per tenere un corso all'Università di Huston e, nello stesso tempo, fare volontariato all'Ospedale pubblico di beneficenza chiamato allora Jefferson Davis, un insulto, a quanto racconta lo stesso Hartog, ai pazienti, per lo più neri, costretti a designare quel monumento alla miseria col nome del presidente degli Stati Confederati. Ciò che vide Hartog in quell'ospedale fu la base del suo libro The Hospital. Il Jefferson Davis fu poi soppiantato dal Ben Taub Hospital, la storia è raccontata in un libro del 2023, The People's Hospital.

## Opere
- The Hospital,  Atheneum, New York 1964